# Адміністративний поділ Гвінеї-Бісау

Гвінея-Бісау — унітарна республіка, яка складається з восьми континентальних округів та одного острівного (розташованого на архіпелазі Біжагош), що входять до складу 3 провінцій за стандартом ISO 3166-2:GW. Столиця країни виділена в самостійний округ Бісау, який є найменшим за площею, але найбільшим за населенням. Острівний округ Болама заселений найменш всього.
| № | Округ   | Округ (порт.) | Провінція | Адміністративний центр | Площа, км² | Населення, чол. (2009) | Густота, чол./км² |
| - | ------- | ------------- | --------- | ---------------------- | ---------- | ---------------------- | ----------------- |
| 1 | Бісау   | Bissau        |           | Бісау                  | 78         | 387 909                | 4973,19           |
| 2 | Бафата  | Bafatá        | Східна    | Бафата                 | 5 981      | 210 007                | 35,11             |
| 3 | Біомбо  | Biombo        | Північна  | Кіньямел               | 838        | 97 120                 | 115,89            |
| 4 | Болама  | Bolama        | Південна  | Болама                 | 2 624      | 34 563                 | 13,17             |
| 5 | Габу    | Gabu          | Східна    | Габу                   | 9 150      | 215 530                | 23,56             |
| 6 | Кашеу   | Cacheu        | Північна  | Кашеу                  | 5 175      | 192 508                | 37,20             |
| 7 | Кінара  | Quinara       | Південна  | Фулакунда              | 3 138      | 63 610                 | 20,27             |
| 8 | Ойо     | Ойо           | Північна  | Бісора                 | 5 403      | 224 644                | 41,58             |
| 9 | Томбалі | Tombali       | Південна  | Катіо                  | 3 736      | 94 939                 | 25,41             |
|   | Всього  |               |           |                        | 36 123     | 1 520 830              | 42,10             |